# Helmbrünne

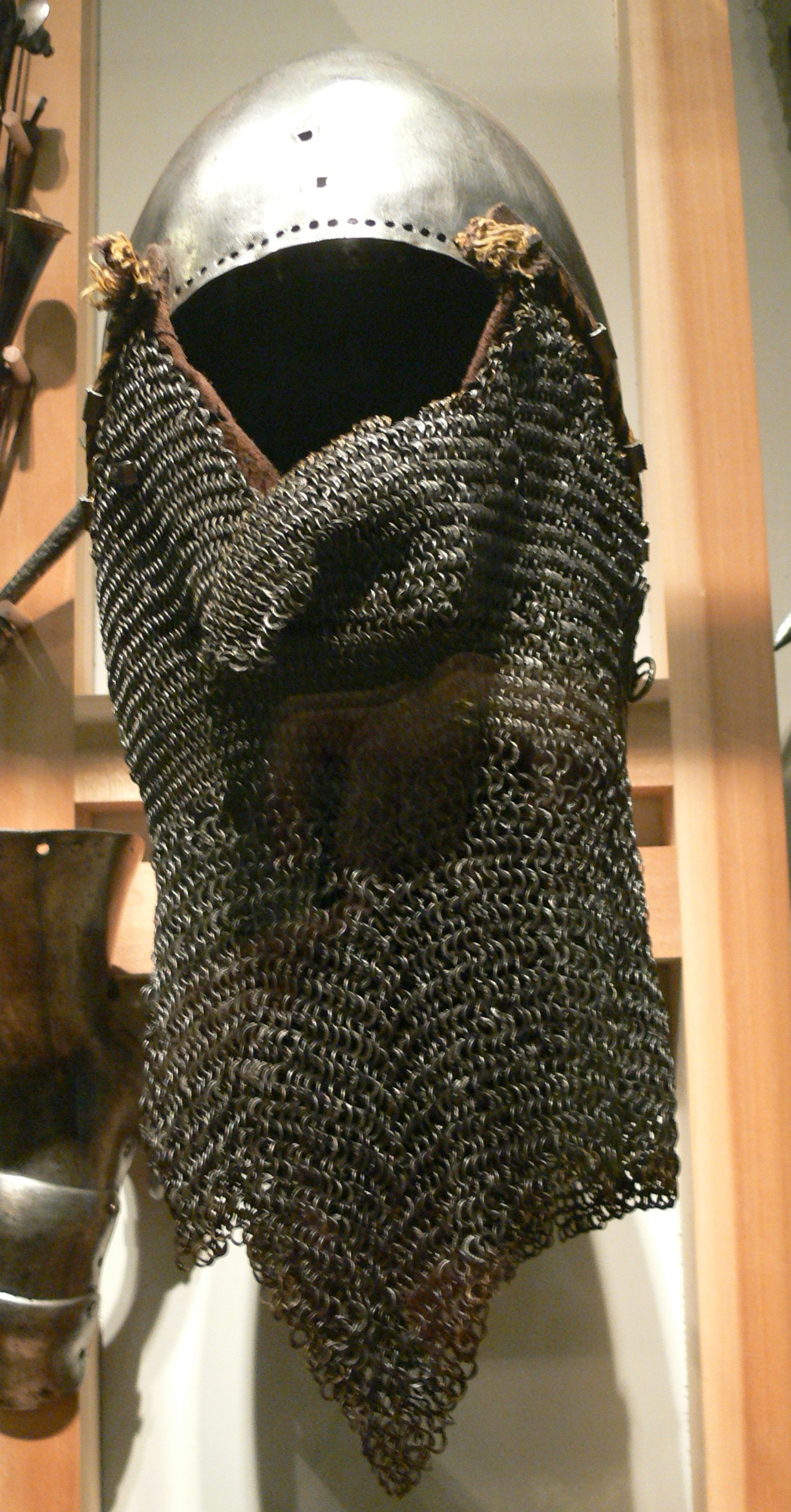
Helmbrünne befestigt an einer Beckenhaube (ca. 1360, Deutsches Historisches Museum)

Eine Helmbrünne (auch Kettenbrünne) ist ein mittelalterliches Kettengeflecht, das zum Schutz des Nackens und der Schultern am unteren Rand eines Helmes befestigt wurde. 

## Beschreibung
Die Kettenbrünne bestand aus eisernen Ringen, die zu einem Kettengeflecht vernietet wurden. An dieses Kettengeflecht wurde am oberen Rand ein etwa 4,5 cm breiter Lederstreifen angenäht. Der Lederstreifen und der untere Rand des Helmes wurden mit Löchern versehen, durch die Befestigungen angebracht wurden. Das Kettengeflecht war am unteren Rand entweder kreisrund oder ausgezackt. Es wurden auch verzierte Exemplare gefertigt, die mit Messing- oder Bronzerändern versehen wurden. Das Gewicht einer Kettenbrünne betrug etwa 3,5 kg.

## Geschichte
Die Kettenbrünne war im 14. Jahrhundert am meisten mit Beckenhauben (und deren Varianten wie beispielsweise der Hundsgugel) verbreitet und löste im späten 15. Jahrhundert die Kettenhaube ab. Sie wurde aber auch schon bei älteren Helmtypen wie Nasal-, Topf- und Kübelhelmen verwendet.